# Марков, Владимир Фёдорович
Влади́мир Фёдорович Ма́рков (англ. Vladimir Markov; 24 февраля 1920, Петроград — 1 января 2013, Брентвуд, Калифорния) — американский славист, историк русского модернизма, публицист, поэт, переводчик «второй волны» русской эмиграции, литературовед, преподаватель, специалист по творчеству Велимира Хлебникова.

## Биография
Учился в Ленинградском университете, из которого ушёл на войну. В 1941 г. попал в плен. По окончании Второй мировой войны оказался в Западной Германии. Жил в Регенсбурге, выпустил две книги стихов. В 1949 г. перебрался в США, преподавал русский язык в Военной школе переводчиков в Монтерее, затем под руководством Г. П. Струве защитил диссертацию, посвящённую поэмам Хлебникова (1957). До выхода в отставку в 1990 году профессор Отделения славянских и восточноевропейских языков и литератур Калифорнийского университета в Лос-Анджелесе (UCLA). В последние годы проживал в городе Брентвуд, округ Лос-Анджелес.
Скончался 1 января 2013 года в Брентвуде, Лос-Анджелес, США. Отпевание 7 января совершили протоиерей Николай Болдырев и игумен Герасим (Элиел) в православном Соборе иконы Пресвятой Богородицы «Взыскание погибших» в Лос-Анджелесе. Присутствовали на заупокойном богослужении узкий круг коллег, друзей и почитателей почившего.
Похоронен на кладбище «Hollywood Forever», недалеко от храма, рядом с Лидией Ивановной, которую он пережил на 12 лет.

## Основные работы

### Монографии и избранные статьи
- The Longer Poems of Velimir Khlebnikov. University of California Publications in Modern Philology, Volume 62. Berkeley and Los Angeles: University of California Press, 1962. 273 p.
- Russian Futurism: A History. Berkeley: University of California Press, 1968. 467 p.
- Russian Imagism, 1919—1924. Bausteine zur Geschichte der Literatur bei den Slawen, 15/1. Giessen, 1980. 144 p.
- Kommentar zu den Dichtungen von K.D. Balmont, 1890—1909. Bausteine zur Geschichte der Literatur bei den Slaven, 31. Köln: Böhlau Verlag, 1988.
- Kommentare zu den Dichtungen von K.D. Balmont, 1910—1917. Bausteine zur slavischen Philologie und Kulturgeschichte. Reihe A, Slavistische Forschungen, 3. Köln : Böhlau, 1992. 320 p.
- О свободе в поэзии: статьи, эссе, разное. СПб., 1994. 336 с.
- История русского футуризма. СПб., 2017. Алетейя. 440 с.

### Редактор сборников
- Манифесты и программы русских футуристов = Die Manifeste und Programmschriften der russischen Futuristen. Slavische Propylen, 27. München, 1967. 182 p.
- Хлебников, Велимир, 1885—1922. Собрание сочинений. Gesammelte Werke. Reprint of Moscow ed., 1928—1933. (5. t.). and Neizdannye proizvedenija, ed. N. Khardezhiev. E.d with intro., commentary, new texts, and bibliography. Slavische Propylen, 37-39. München, 1968-73.
- Россиянский, М. Утро внутри: стихотворения и поэмы = Die Dichtungen. Пред. и библиография. Slavische Propylen, 101. Mūnchen: W. Fink, 1970. 188 p.
- Крученых, А. Е. Избранное = Selected Works. Edited with intro. Центрифуга, 8. München, 1973. 520 p.
- Кузмин, Михаил Алексеевич, 1872—1936. Собрание стихов = Gesammelte Gedichte. Ed. with intro and commentary by John E. Malmstad and Vladimir Markov. Центрифуга, 12. München, 1977—1978.
- Кузмин, Михаил Алексеевич, 1872—1936. Проза. Редакция, примечания и вступительная статья. Modern Russian literature and culture, studies and texts, 14-24. Berkeley, Calif.: Berkeley Slavic Specialties, 1984-94.
- Кузмин, Михаил Алексеевич, 1872—1936. Plays. Театр: в четырёх томах. Составитель А. Тимофеев; под реакцией В. Маркова и Ж. Шерона. Modern Russian literature and culture, studies and texts; v. 30-33.Oakland, Calif.: Berkeley Slavic Specialties, 1994-6.
- Бальмонт, Константин Дмитриевич, 1867—1943. Избранные стихотворения и поэмы = Ausgeweahlte Versdichtungen. Пред. и комм. Центрифуга, 24. Munchen,1975. 764 p.

### Антологии и переводы
- Американские новеллы: E. Hemingway, D. Terber, D. Stewart. Regensburg, 1948. 44 p.
- Приглушенные голоса. Поэзия за железным занавесом. New York, 1952. 414 p.
- Modern Russian Poetry. An Anthology with Verse Translations Edited and with an Introduction by Vladimir Markov and Merrill Sparks. Indianapolis: Bobbs-Merrill Company, 1967. 842 p.
- Russian Imagism, 1919—1924: Anthologie. Bausteine zur Geschichte der Literatur bei den Slawen, 15/2. Giessen: 1980. 323 p
- 100 русских поэтов. Centifolia russica. Упражнение в отборе. Санкт-Петербург: «Алетейя», 1997. 233 p.

### Редактор сборников статей
- From Los Angeles to Kiev: papers on the occasion of the Ninth International Congress of Slavists, Kiev, September, 1983. UCLA Slavic Studies; v. 7. Ed. with Dean S. Worth. Columbus, Ohio, 1983. 250 p.

### Поэтические сборники
- Стихи. Frankfurt a/M, 1947. 62 с.
- Гурилевские романсы. Paris, 1960. 44 с.
- Поэзия и одностроки = Gedichte und Einzeiler / Mit einer Einleitung von George Ivask herausgegeben von Friedrich Scholz. — München: Wilhelm Fink Verlag, 1983. 180 S. (Centrifuga. Russische Literatur in Neu- und Nachdrucken. Band 51).
- Гурилевские романсы. СПб.: Издательство журнала «Звезда», 2000. 48 с.

### Публикации из архива
- Письма А. М. Ремизова к В. Ф. Маркову / Публикация В. Ф. Маркова // Wiener Slawistischer Almanach. 1982. Band 10. S. 429—449.
- Georgij Ivanov/Irina Odojevceva. Briefe an Vladimir Markov 1955—1958 / Mit einer Einleitung herausgegeben von Hans Rothe. Köln; Weimar; Wien: Böhlau Verlag, 1994. 112 S. (Bausteine zur Slavischen Philologie und Kulturgeschichte. Reiche B: Editionen; Neue Folge Band 6 (21).
- «Ваш Глеб Струве»: Письма Г. П. Струве к В. Ф. Маркову / Публ. Ж. Шерона // Новое литературное обозрение. 1995. № 12. С. 118—152.
- В. Ф. Марков. Письма «последних из могикан» русского футуризма / Публикация Ж. Шерона // Ежегодник Рукописного отдела Пушкинского Дома на 1994 г. СПб.: Академический проект, 1998. С. 302—315.
- «…В памяти эта эпоха запечатлелась навсегда…»: Письма Ю. К. Терапиано к В. Ф. Маркову (1953—1966) / Публ. О. А. Коростелева и Ж. Шерона // Минувшее. Исторический альманах. 24. Спб.: Atheneum; Феникс, 1998. С. 240—378.
- «…Я не имею отношения к Серебряному веку…»: Письма Ирины Одоевцевой к Владимиру Маркову (1956—1975) / Публикация Олега Коростелева и Жоржа Шерона // In memoriam: Исторический сборник памяти А. И. Добкина. СПб.; Париж: Феникс-Atheneum, 2000. С. 398—518.
- «…Мир на почетных условиях…»: Переписка В. Ф. Маркова с М. В. Вишняком. 1954—1959 / Публикация Олега Коростелева и Жоржа Шерона // Диаспора: Новые материалы. Париж; СПб.: Athenaeum-Феникс, 2001. Вып. I. С. 557—584.
- «…Я молчал 20 лет, но это отразилось на мне скорее благоприятно»: Письма Д. И. Кленовского В. Ф. Маркову 1952—1962 гг. / Публ. Олега Коростелева и Жоржа Шерона // Диаспора: Новые материалы. Вып. II. СПб.: Феникс, 2001. С. 585—693.
- «Хочется взять все замечательное, что в силах воспринять, и хранить его…»: Письма Э. М. Райса В. Ф. Маркову (1955—1978) // «Если чудо вообще возможно за границей…»: Эпоха 1950-х гг. в переписке русских литераторов-эмигрантов / Сост., предисл. и примеч. О. А. Коростелева. М.: Библиотека-фонд «Русское Зарубежье»; Русский путь, 2008. С. 553—694.

Более полную библиографию см. в изданиях:
- Культура русского модернизма / Readings in Russian Modernism. Ed. Ronald Vroon and John E. Malmstad. UCLA Slavic Studies, New Series, v. 1. Москва: Наука, 1993. С. 400—405.
- Марков В. О свободе в поэзии: Статьи, эссе, разное / Сост. Е. Белодубровский; Предисл. Ю. Линник. СПб.: Издательство Чернышева, 1994. С. 357—360.
- Марков В. Centifolia russica: Упражнение в отборе. Antologia. 100 стихотворений 100 русских поэтов. СПб.: Алетейя, 1997. С. 206—213.